# 聖弗蘭 (新墨西哥州)
聖弗蘭（英語：St. Vrain）是位於美國新墨西哥州柯里縣的非建制地區。

## 歷史
聖弗蘭的郵局自1907年營運至今。

## 地理
聖弗蘭所處的海拔為高於海平面1340米（即4397英呎），而該地所採用的時區為UTC-7，即北美山地时区（MST）。同時該地設有夏令時間，為UTC-7調快一小時，即UTC-6（MDT）。